# Barbara Cooney
Barbara Cooney (Nueva York, Nueva York, Estados Unidos, 6 de agosto de 1917 - Damariscotta, Maine, Estados Unidos, 10 de marzo de 2000) fue una escritora e ilustradora estadounidense. Trabajó en más de 200 libros infantiles y ganó dos veces la Medalla Caldecott. Escribió libros durante seis décadas y éstos han sido traducidos a 10 idiomas.

## Biografía
Cooney nació el 6 de agosto de 1917, en la habitación 1127 del Hotel Bossert de Brooklyn, Nueva York. Sus padres fueron Russell Schenck Cooney, que era corredor de bolsa y Evelyn Mae Bossert, pintora. Tuvo un hermano gemelo y dos hermanos menores.
Asistió a un internado, para, más tarde, graduarse en historia en el Smith College. Un año después de su graduación publicó su primer libro ilustrado, Ake y su mundo, con texto del poeta sueco Bertil Malmberg.
Durante la Segunda Guerra Mundial, sirvió en el Cuerpo de Ejército de la Mujer. Poco después de su servicio, conoció a Guy Murchie Jr., con quien se casó en 1944. De este matrimonio tuvo dos hijos, Gretel y Barnaby. Posteriormente se divorció y en julio de 1949 se casó en segundas nupcias con Charles Talbot Porter, con quien tuvo dos hijos más, Charles y Phoebe.
Diez años más tarde ganó su primera Medalla Caldecott con la obra Chanticleer and the Fox, libro ilustrado en el que adaptó un texto de Chaucer. Posteriormente se dedicó a viajar, recogiendo ideas para dibujar y, ocasionalmente, escribir. En 1980 ganó su segunda Medalla Caldecott por la obra Ox-Cart Man, escrita por Donald Hall. Dos años más tarde ganó el National Book Award por Miss Rumphius. En 1996, el gobernador de Maine, Angus King, le rindió homenaje al instaurar el "Barbara Cooney Day". Su último libro, Basket Moon, fue publicado seis meses antes de su fallecimiento, que se produjo el 10 de marzo de 2000, en la casa que su hijo le había construido en Damariscotta, Maine.
En el Bowdoin College se muestran fragmentos originales de sus obras.

## Estilo
A lo largo de su carrera, Cooney utilizó una gran variedad de técnicas. En la mayor parte de sus obras utilizó pluma y tinta, pinturas acrílicas y al pastel. Sus ilustraciones son a menudo descritas como arte popular y la mayor parte de los cuentos que escogió para ilustrar fueron historias populares.